# 中国共産党第八期中央委員会第十一回全体会議
中国共産党第八期中央委員会第十一回全体会議（ちゅうごくきょうさんとうだい8きちゅうおういいんかいだい11かいぜんたいかいぎ）は、1966年8月1日から12日まで北京で行われた中国共産党中央委員会の会議。略称は第8期11中全会。この会議は文化大革命（文革）が全国規模で始まる合図となり、中央委員ですらない江青らも出席するなど文革色が色濃く出るものとなった。
8月5日、毛沢東は「司令部を砲撃せよ（炮打司令部）」と題した評論を『人民日報』に掲載させ、7日にはその文章を配布した。「修正主義の司令部がブルジョア専制をやり、文化大革命運動を弾圧した」と、劉少奇や鄧小平を批判した。8月8日には『プロレタリア文化大革命に関する決定』が通過し、運動の目的を「資本主義の道を歩む実権派を闘争によってたたきつぶし、ブルジョア階級の反動的学術“権威者”を批判する」と方向付けた。
中央政治局常務委員が従来の7人から11人に増員され、毛沢東、林彪、周恩来、陶鋳、陳伯達、鄧小平、康生、劉少奇、朱徳、李富春、陳雲が中央政治局常務委員に選出された。また、徐向前、聶栄臻、葉剣英が中央政治局委員、李雪峰、謝富治、宋任窮が政治局候補委員に選出された。
この人事で林彪が中央政治局常務委員会における序列第2位に、それまで序列第2位だった劉少奇が第8位となった。これにより、林彪が毛沢東の後継者となり、それまで後継者と目されていた劉少奇が失脚したことが明確になった。また、複数いた党副主席を林彪のみとし、それまで党副主席であった劉少奇、朱徳、陳雲は解任された。彭真、羅瑞卿、陸定一、楊尚昆が中央書記処書記、書記候補から解任されるなど、文革推進派が躍進する結果となり党内序列は一変した。
会議終了6日後には、この会議の成果を祝する形で天安門広場に集まった百万人ともいわれる紅衛兵を毛沢東ら共産党首脳が接見し、文革の全面的な展開を内外に強く印象づけることになった。
この会議でかろうじて政治局常務委員と国家主席の地位に留まった劉少奇は、1968年10月の第8期12中全会で「叛徒、内奸、工賊」のレッテルを貼られて党から永久に除名、党内外の全ての職務を解任された。この決定は1980年の第11期5中全会でようやく取り消され、名誉回復がなされた。